# Tristan Gooijer
Tristan Gooijer (Blaricum, 2 settembre 2004) è un calciatore olandese, difensore del PEC Zwolle in prestito dall'Ajax.

## Biografia
Ha origini indonesiane tramite la madre che proviene dalle Molucche.

## Caratteristiche tecniche
Può giocare al centro della difesa o come terzino destro.

## Carriera

### Club
Gooijer è cresciuto nel settore giovanile dell'Ajax dove è approdato nel 2016 proveniente dall'Almere City. Il 23 giugno 2021 ha firmato il suo primo contratto professionistico ed è stato promosso nello Jong Ajax, dove ha debuttato il 7 marzo 2022 contro l'ADO Den Haag.
Il 28 settembre 2023 ha prolungato il contratto fino al 2026 ed il 14 dicembre ha esordito in prima squadra nell'incontro della fase a gironi di Europa League vinto 3-1 contro l'AEK Atene.

### Nazionale
Ha giocato nelle nazionali giovanili olandesi Under-16 ed Under-18.

## Statistiche

### Presenze e reti nei club
Statistiche aggiornate al 3 febbraio 2024.
| Stagione        | Squadra         | Campionato      | Campionato | Campionato | Coppe nazionali | Coppe nazionali | Coppe nazionali | Coppe continentali | Coppe continentali | Coppe continentali | Altre coppe | Altre coppe | Altre coppe | Totale | Totale | Totale |
| Stagione        | Squadra         | Comp            | Pres       | Reti       | Comp            | Pres            | Reti            | Comp               | Pres               | Reti               | Comp        | Pres        | Reti        | Pres   | Reti   |        |
| --------------- | --------------- | --------------- | ---------- | ---------- | --------------- | --------------- | --------------- | ------------------ | ------------------ | ------------------ | ----------- | ----------- | ----------- | ------ | ------ | ------ |
| 2021-2022       | Jong Ajax       | 1D              | 5          | 0          |                 | -               | -               |                    | -                  | -                  |             | -           | -           | 5      | 0      |        |
| 2022-2023       | Jong Ajax       | 1D              | 24         | 0          |                 | -               | -               |                    | -                  | -                  |             | -           | -           | 24     | 0      |        |
| 2023-2024       | Jong Ajax       | 1D              | 16         | 2          |                 | -               | -               |                    | -                  | -                  |             | -           | -           | 16     | 2      |        |
| 2023-2024       | Ajax            | ED              | 5          | 0          | CO              | 1               | 0               | UEL+UECL           | 1+1                | 0                  |             | -           | -           | 8      | 0      |        |
| Totale carriera | Totale carriera | Totale carriera | 50         | 2          |                 | 1               | 0               |                    | 2                  | 0                  |             | -           | -           | 53     | 2      |        |